# What If (canción de Creed)
«What If» es una canción de la banda estadounidense de hard rock y metal alternativo Creed. Fue lanzado el 31 de enero de 2000 como el segundo sencillo de su segundo álbum de estudio Human Clay (1999) y también fue el sencillo principal de la banda sonora de Scream 3, que la banda ayudó a producir.

## Composición y letra
En la canción, Scott Stapp canta sobre el odio y sobre aquellos que oprimen a los demás. Según el guitarrista Mark Tremonti, la introducción se inspiró en la canción de 1966 "Paint It Black" de The Rolling Stones. Junto con "Bullets", es una de las canciones más pesadas de Creed.

## Video musical
El video musical fue dirigido por David Meyers y cuenta con David Arquette retomando su papel de Dewey Riley. La historia gira en torno a Dewey recibiendo una llamada a las 11:36 p. m. de Ghostface que desencadena una cadena de eventos en Sunrise Studios, el lugar de rodaje ficticio visto en Scream 3 donde se filmaron las películas de Stab. Cada miembro de la banda es "asesinado" por el asesino mientras sus respectivas novias huyen, solo para revelarles a ellas y a Dewey hacia el final del video que los chicos crearon la broma. El verdadero asesino llama a Dewey nuevamente, diciendo que aún no han terminado antes de comenzar a atacarlo desde arriba, lo que luego se corta a negro. El video musical se puede encontrar en los comunicados de prensa de Scream 3.

## Posicionamiento en lista
| Lista (2000)                            | Mejor posición |
| --------------------------------------- | -------------- |
| Estados Unidos (Alternative Airplay)    | 15             |
| Estados Unidos (Bubbling Under Hot 100) | 2              |
| Estados Unidos (Mainstream Rock)        | 3              |